# Sweetheart (Krokodil)

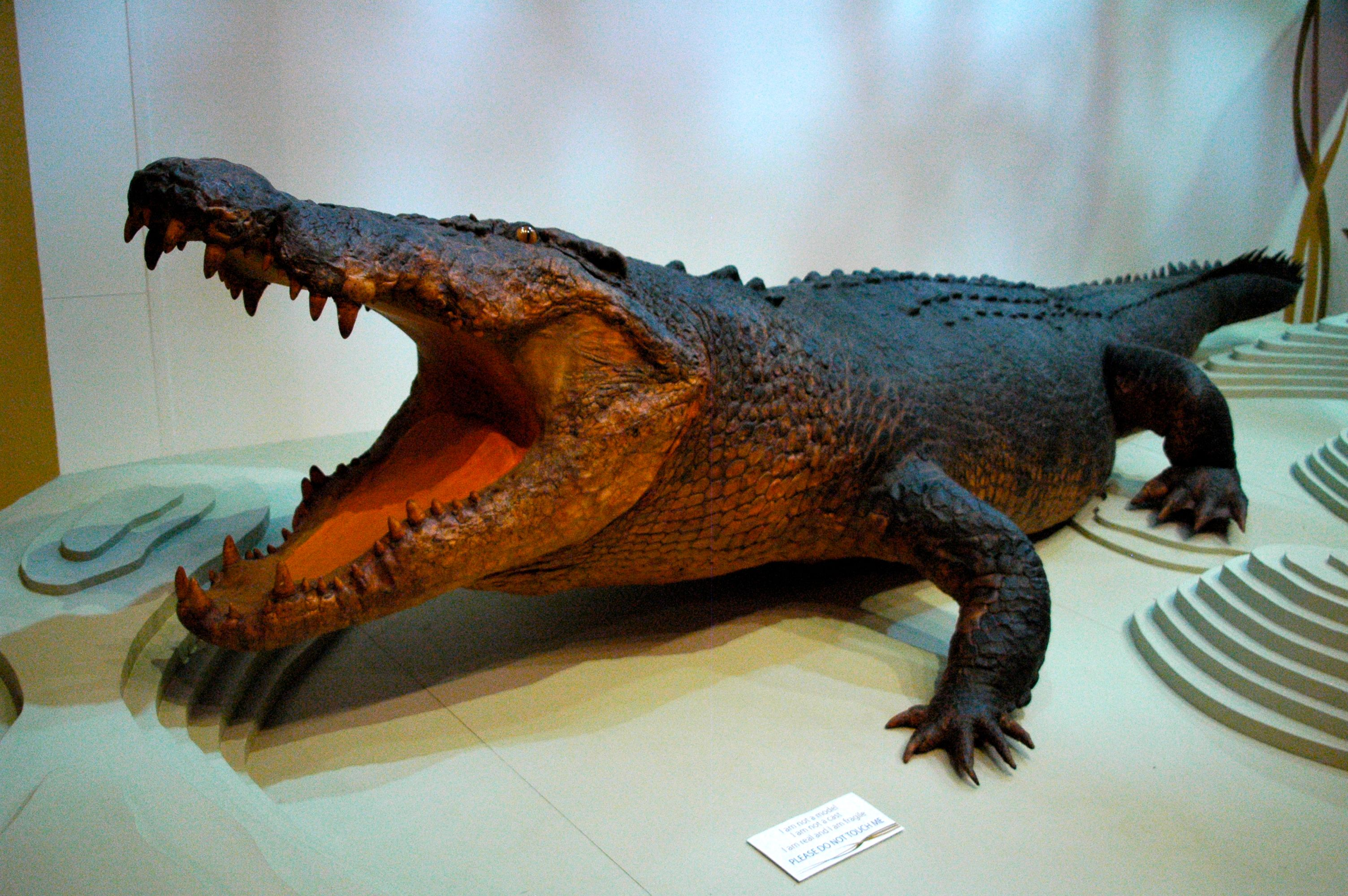
Sweetheart, Präparat im Northern Territory Museum

Sweetheart († 19. Juli 1979, englisch für Schätzchen) war der Spitzname eines großen, männlichen Leistenkrokodils (Crocodylus porosus), das in den 1970er Jahren durch Angriffe auf kleinere Außenbordmotor-Fischerboote in Australien weltweite Bekanntheit erlangte. Es ist das wohl bekannteste rogue crocodile („Schurken-Krokodil“), eine gebräuchliche Bezeichnung für Krokodile, die durch regelmäßige Attacken auf Menschen bekannt werden.

## Leben
Sweetheart stellte anfänglich kein Problem für die lokale Bevölkerung dar und war das Totemtier des Matngala-Weret-Stammes, der es Ngirrwak („alter Mann“) nannte. 1971 begann Sweetheart, in der Finnis-Lagune (Northern Territory) Fischerboote anzugreifen. Sweetheart biss bei seinen Angriffen Löcher in die Seitenwände der Boote und beschädigte die Außenbordmotoren, etliche Boote wurden umgeworfen. Die Insassen der Boote wurden von Sweetheart weitgehend ignoriert, das Krokodil richtete jedoch beträchtlichen Sachschaden an. Als 1979 die Attacken deutlich zunahmen, beschlossen die Northern Territory Park Rangers, Sweetheart einzufangen und auf einer Krokodilfarm unterzubringen. Am Morgen des 19. Juli 1979 wurde Sweetheart in einer Falle lebend gefangen, mit Flaxadil anästhesiert, und ihm wurden die Kiefer zusammengebunden. Sweetheart wurde hinter einem Boot hergeschleppt und sollte über eine Bootsrampe an Land gezogen werden, auf dem Weg zur Rampe jedoch verfing sich Sweetheart an einem untergetauchten Baumstamm. Während des fünfstündigen Versuchs, das Tier an Land zu ziehen, schluckte Sweetheart große Mengen Wasser und ertrank.
Bis zu seinem Tod griff Sweetheart 15 Boote an, jedoch wurde kein Mensch Opfer seiner Attacken. Es wird davon ausgegangen, dass dieses recht alte Männchen Teile seines Sehsinns eingebüßt hatte und daher die lauten, großen Boote als Eindringlinge in sein Revier wahrnahm. Die Angriffe wären also Ausdruck des Territorialverhaltens und nicht des Jagdverhaltens gewesen.
Sweetheart war zum Zeitpunkt seines Todes 5,1 m lang und 780 kg schwer, sein Alter wurde auf 50 Jahre geschätzt. In seinem Magen fanden sich Knochen und Haare von Schweinen, zwei Schlangenhalsschildkröten und Teile eines großen Barramundi-Fisches. Sweetheart wurde nach seinem Tod präpariert und ist heute im Museum and Art Gallery of the Northern Territory in Darwin ausgestellt. 1986 erschien mit The Saga of Sweetheart ein Buch über Sweetheart. 2007 wurde unter dem Namen Rogue – Im falschen Revier eine australische Filmproduktion veröffentlicht, die im ehemaligen Revier Sweethearts im Northern Territory spielt und ein rogue crocodile thematisiert.